# Raad van Financiën
De Raad van Financiën beheerde de domeinen van de vorst van de Habsburgse Nederlanden en voerde het financiële beleid.
De Financiële Raad maakte deel uit van de Collaterale Raden, die op 1 oktober 1531 opgericht werden door Karel V. Deze raden bestonden naast de Raad van Financiën uit de Raad van State en de Geheime Raad. Zij kwamen voort uit de Grote Raad van de Bourgondische hertogen.
Voor het beheer van de landsheerlijke financiën werd al in 1487 een Raad van Financiën opgericht, maar deze instelling hield geen stand. Nadien waren afzonderlijke functionarissen voor de financiële zaken verantwoordelijk. In het kader van de bestuurlijke reorganisatie richtte Karel V in 1531 opnieuw een Raad van Financiën op, die dit keer wel succesvol bleek.
De Raad van Financiën hield zich naast het beheren van de domeinen van de vorst bezig met de voorbereiding van de bedeverzoeken van de vorst en met de inning van de toegezegde gelden. Verder controleerde de Raad ook lagere financiële organen in de provincies.
In de ordonnantie van 1531 werd bepaald dat de Raad de volgende leden zou hebben: het hoofd van de Geheime Raad, de eerste kamerheer, hoofden, een thesaurier-generaal, gecommitteerden, een ontvanger-generaal.
In de praktijk telde de Raad van Financiën echter twee tot vijf hoofden (hoge edelen), een thesaurier-generaal, een ontvanger-generaal en twee tot vijf gecommitteerden. Onder verantwoordelijkheid van de thesaurier-generaal waren er ook een secretaris, een griffier, klerken en deurwaarders aan de Raad verbonden.
Een van de bekendste leden van de Raad van Financiën was graaf Karel van Berlaymont. Hij was het die de beroemde zin Ce ne sont que des gueux (Het zijn slechts bedelaars) uitsprak tegen landvoogdes Margaretha van Parma om haar gerust te stellen toen de in het Eedverbond der Edelen verenigde aristocratie onder leiding van Hendrik van Brederode haar op 5 april 1566 een smeekschrift aanbood. De edelen namen het scheldwoord geus over, waarna het een positieve benaming werd. Het woord geuzennaam is hiervan afgeleid.